# Lucanus swinhoei
Lucanus swinhoei là một loài bọ cánh cứng trong họ Lucanidae.

## Hình ảnh

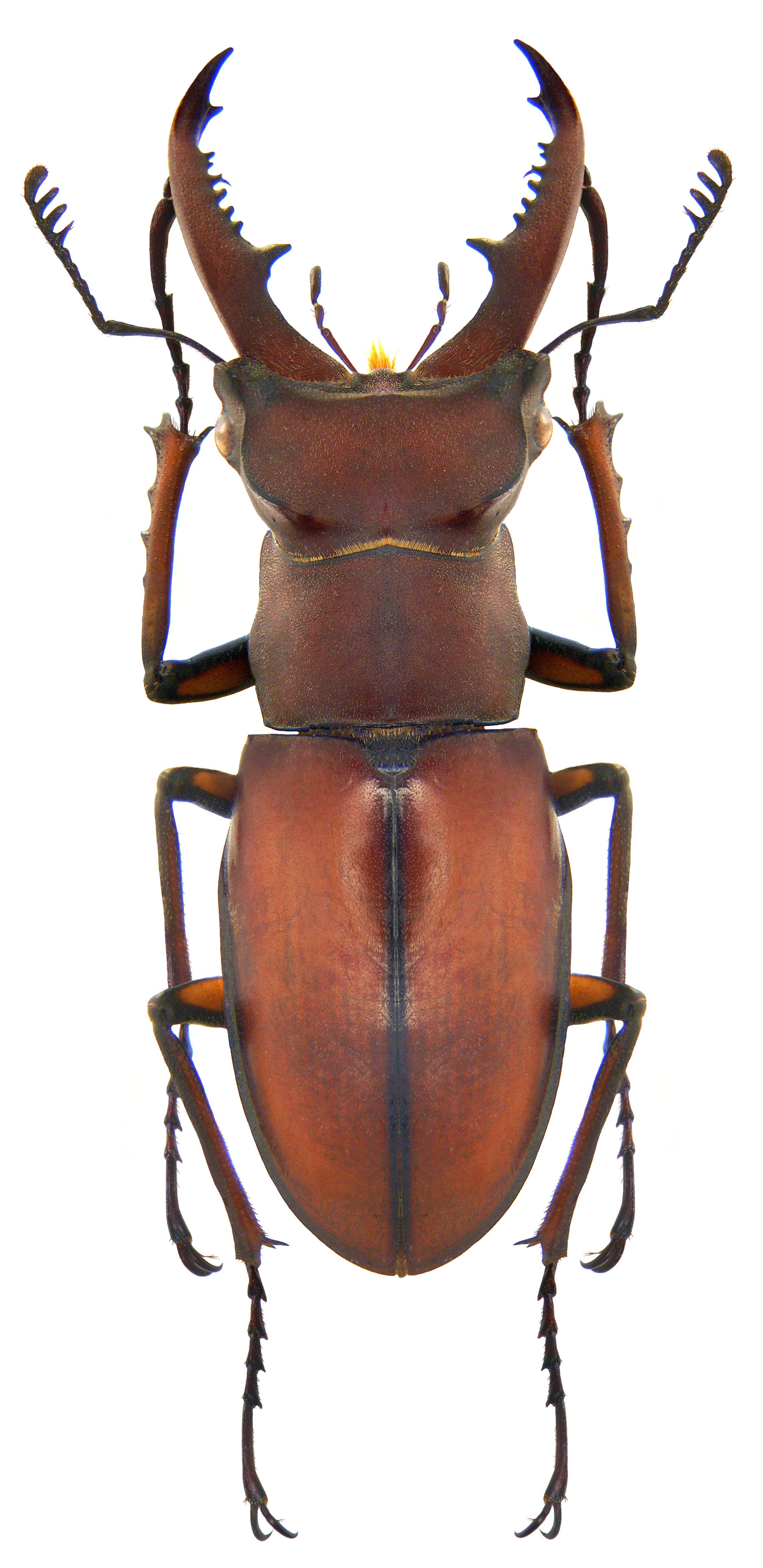